# Dzielnica Skłodowskiej-Curie
Skłodowskiej-Curie – utworzona w 2021 roku dzielnica Zabrza, znajdująca się w środkowej części miasta.

## Położenie
Dzielnica Skłodowskiej-Curie znajduje się w środkowej części miasta Zabrze i obejmuje obszar 1,9 km². Od północy graniczy z Osiedlem Mikołaja Kopernika i Mikulczycami, od wschodu z Biskupicami, od południa z Zandką i Śródmieściem zaś od zachodu z Osiedlem Tadeusza Kotarbińskiego. Granice dzielnicy wyznaczają: al. Jana Nowaka Jeziorańskiego i ul. Przystankowa od północy, ul. dr. Bronisława Hagera od wschodu, rzeka Bytomka, Park Hutniczy, ul. Mikulczycka i ul. Mieczysława Niedziałkowskiego od południa oraz al. Wojciecha Korfantego od zachodu.

## Historia
Dzielnica została utworzona z części dzielnicy Centrum Północ na mocy Uchwały nr XXXVI/596/21 Rady Miasta Zabrze z dnia 23 sierpnia 2021 r. w sprawie utworzenia nowej jednostki pomocniczej Miasta Zabrze – dzielnicy Skłodowskiej-Curie i nadania jej statutu, ogłoszonej w Dzienniku Urzędowym Województwa Śląskiego 27 sierpnia 2021 roku, obowiązującej od 11 września 2021 roku.
Pierwsze wybory do Rady Dzielnicy Skłodowskiej-Curie odbyły się 20 marca 2022 roku. Wystartowało w nich 28 kandydatów, spośród których 15 osób z najwyższą liczbą głosów uzyskało mandat radnego. Siedziba rady dzielnicy mieści się przy ul. Jagiellońskiej 38A.

## Zabytki

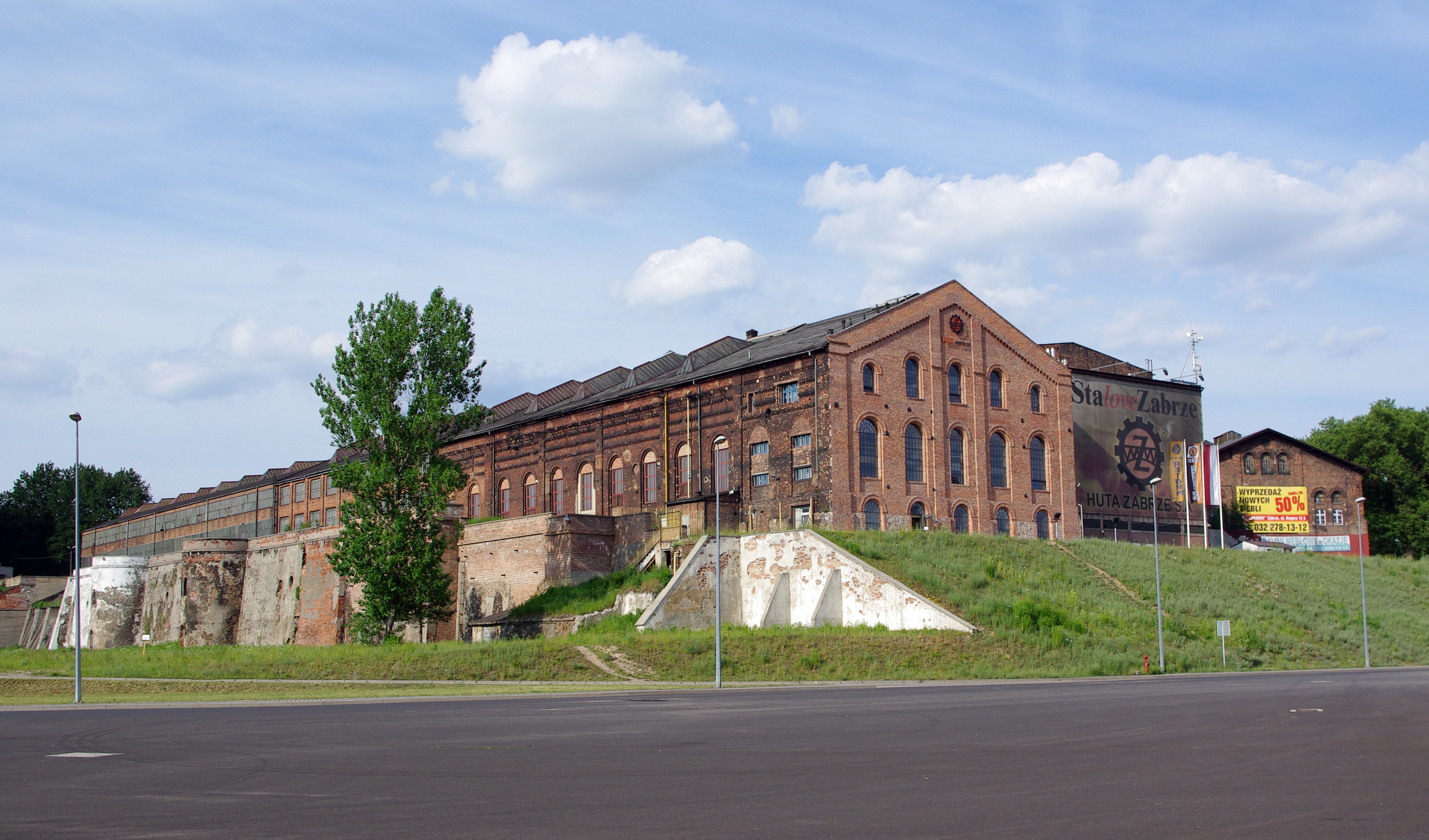
Budynek hali dmuchaw wielkopiecowych i mur oporowy (po lewej) w 2011 roku

W granicach dzielnicy Skłodowskiej-Curie znajdują się trzy obiekty wpisane do rejestru zabytków nieruchomych województwa śląskiego, które należą do zespołu zabudowań dawnej Donnersmarckhütte AG (obecnie Huta Zabrze) przy ul. dr. Bronisława Hagera :
- hala dmuchaw wielkopiecowych – nr rej. A/234/08 z 18 lutego 2009,
- wieża wodna – nr rej. A/254/09 z 7 lipca 2009,
- mur oporowy z partiami wież wsadowych – nr rej. A/255/09 z 7 lipca 2009.

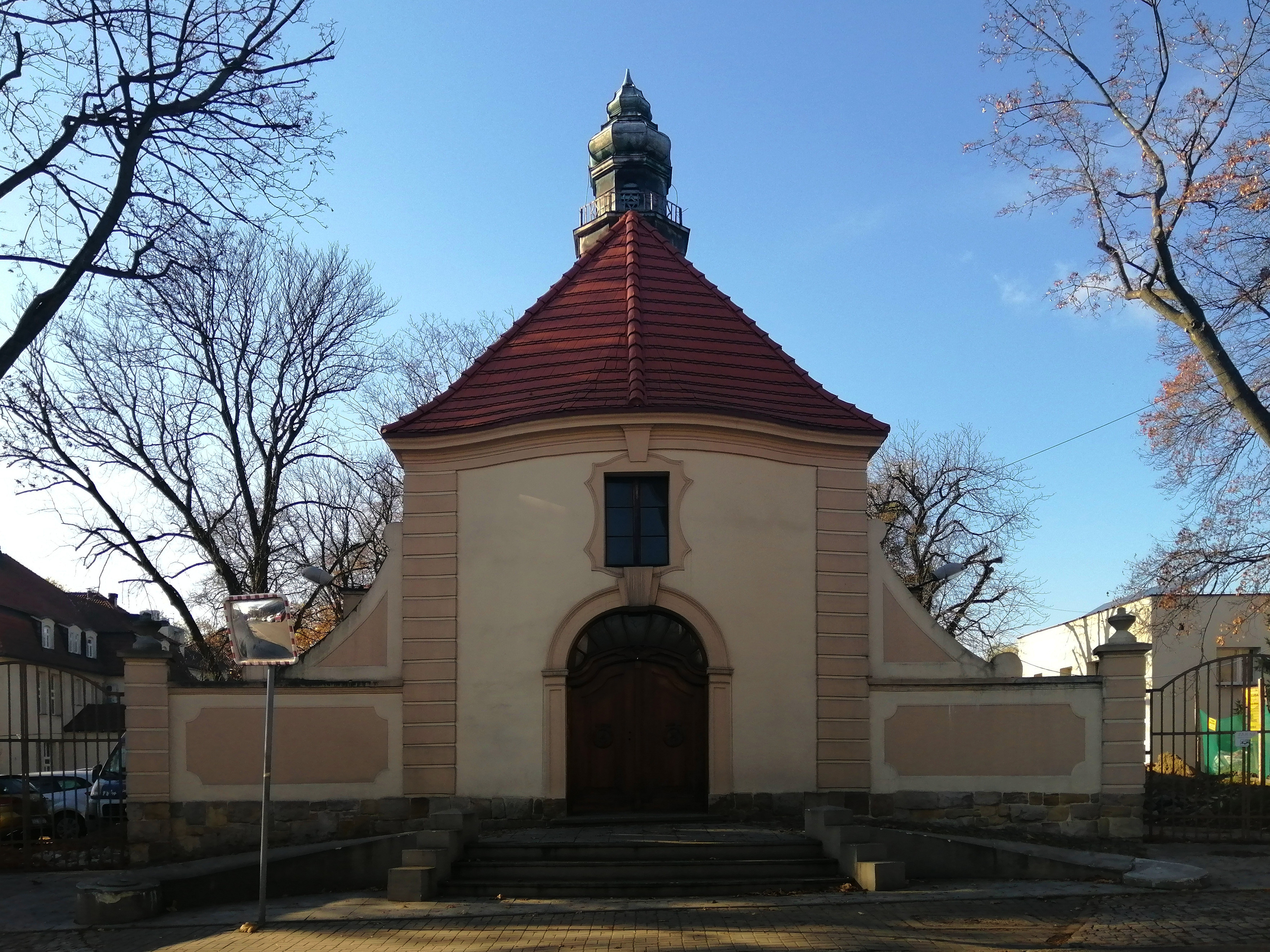
Kaplica w zespole zabudowy szpitala przy ul. M. Curie-Skłodowskiej 10 w 2022 roku

Na terenie dzielnicy znajdują się również zabytki ujęte w gminnej ewidencji zabytków Miasta Zabrze :
- zespół zabudowy szpitala przy ul. M. Curie-Skłodowskiej 10, obejmujący budynek główny, pawilon izolatki, budynek kuchni i kaplicę z kostnicą,
- budynek cechowni kopalni Concordia przy ul. dr. B. Hagera 6,
- hala w zespole zabudowań gazowni przy ul. Mikulczyckiej 5,
- krzyż przydrożny u zbiegu ulic M. Niedziałkowskiego i P. Dubiela,
- wille – przy ul. Cieszyńskiej 8, ul. Gen. J. Dąbrowskiego 2, ul. M. Curie-Skłodowskiej 15 i ul. M. Niedziałkowskiego 2,
- kamienice – przy ul. Cieszyńskiej 2, 4, 11 i 16-18-20, ul. Gen. J. Dąbrowskiego 28, ul. J. Kochanowskiego 17, 19 i 25, ul. Męczenników Majdanka 3-4, ul. M. Niedziałkowskiego 4, 14, 38 i 40, ul. S. Staszica 1, 2, 8 i 10, ul. T. Nocznickiego 1, 1A, 2, 4, 4A, 5, 6, 10, 25, 26 i 27 i ul. Zgody 1,
- domy – przy ul. dr. B. Hagera 24, ul. Dworskiej 19-20-21, ul. Jagiellońskiej 19, ul. J. Kochanowskiego 3 i 5, ul. M. Curie-Skłodowskiej 1, 2, 4, 5, 6, 7 i 8, ul. Mikulczyckiej 2, ul. Przystankowej 2-4 i 6-8 i ul. T. Nocznickiego 12.

## Placówki ochrony zdrowia

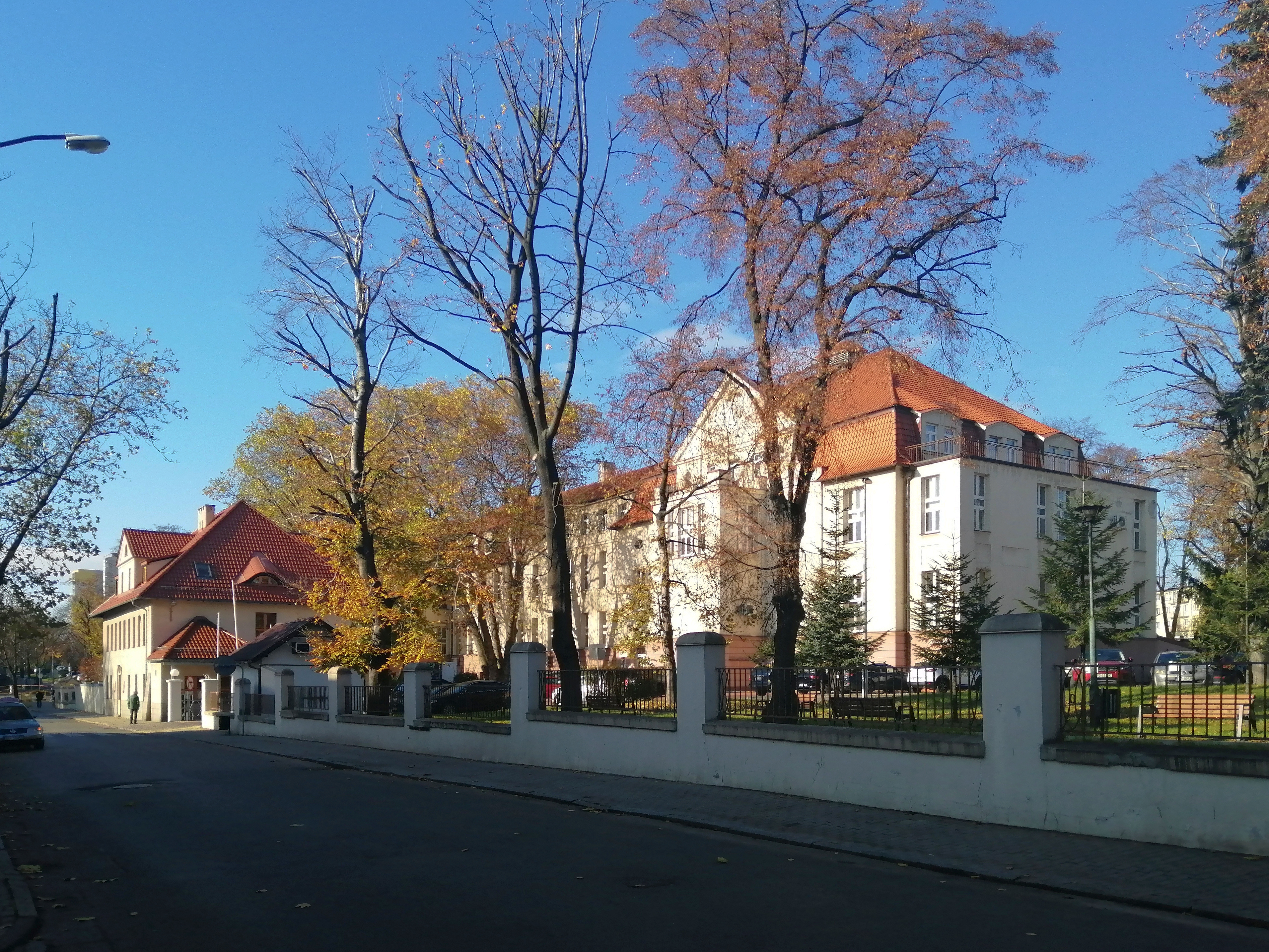
Szpital specjalistyczny przy ul. Curie-Skłodowskiej 10 w 2022 roku

Na terenie współczesnej dzielnicy Skłodowskiej-Curie w 1910 roku oddano do użytku szpital imienia cesarzowej Augusty Wiktorii (niem. Auguste Viktoria-Krankenhaus). Wybudowany według projektu budowniczego gminnego Brunona Schwana kompleks budynków obejmował:
- budynek główny z oddziałem chirurgii, oddziałem kobiecym, oddziałem chorób wenerycznych, salą operacyjną i pracownią rentgenowską,
- budynek z oddziałem chorób zakaźnych,
- budynek gospodarczy z kuchnią,
- kaplicę z kostnicą oraz prosektorium.

Współcześnie, od 2015 roku, szpital funkcjonuje jako Szpital Specjalistyczny w Zabrzu Sp. z o.o. Wchodzące w jego skład: Oddział Kardiologii, Oddział Chirurgii Ogólnej, Bariatrycznej i Medycyny Ratunkowej, Oddział Otorynolaryngologii i Onkologii Laryngologicznej oraz Oddział Chorób Wewnętrznych, Dermatologii i Alergologii są oddziałami klinicznymi Wydziału Nauk Medycznych w Zabrzu Śląskiego Uniwersytetu Medycznego w Katowicach (SUM).
W dzielnicy działa również utworzone w 1996 roku Śląskie Centrum Chorób Serca w Zabrzu (funkcjonujące w latach 1983–1996 pod nazwą Wojewódzki Ośrodek Kardiologii w Zabrzu). Od 2022 roku jest to jeden ze szpitali klinicznych SUM.

## Transport

### Transport drogowy

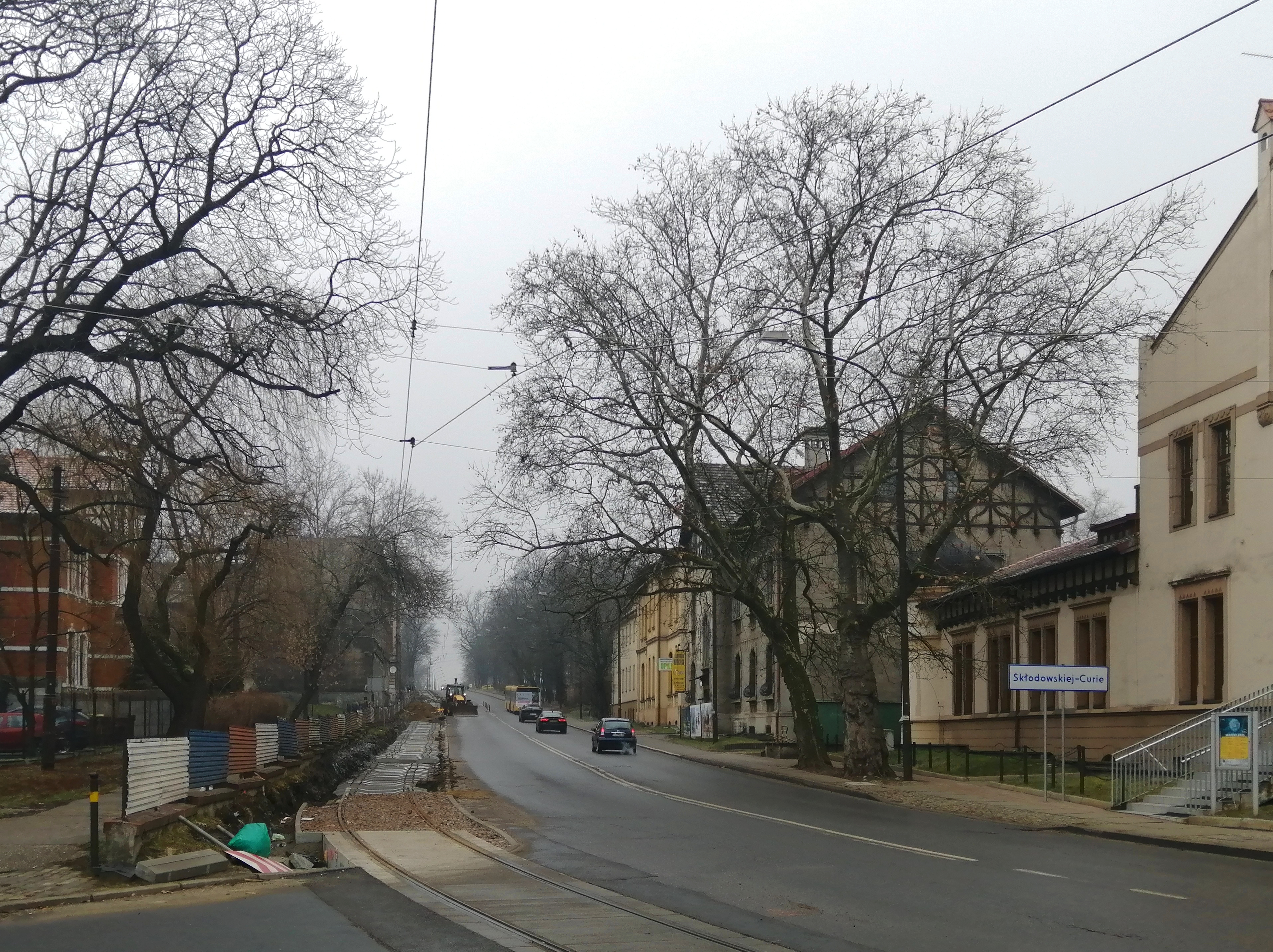
Ulica Mikulczycka, widok w kierunku północnym (2023)

Według danych Urzędu Miejskiego w Zabrzu z 2022 roku, przez dzielnicę Skłodowskiej-Curie przebiegają 34 ulice. Do głównych należy m.in. ul. Mikulczycka o przebiegu południkowym, łącząca centrum miasta z Mikulczycami, stanowiąca fragment drogi wojewódzkiej nr 921. Również częścią tej drogi jest ul. Przystankowa tworząca północną granicę dzielnicy. Aleja Jana Nowaka-Jeziorańskiego, która jest częścią drogi krajowej nr 88, biegnie północną granicą dzielnicy, natomiast ulica dr. Bronisława Hagera oraz ul. Bytomska przebiegające wschodnim i południowo-wschodnim skrajem dzielnicy mają status dróg powiatowych. Inne ważniejsze ulice tej dzielnicy, m.in. ul. Gdańska, ul. Jagiellońska, al. Wojciecha Korfantego czy ul. Marii Curie-Skłodowskiej są drogami gminnymi.

### Komunikacja miejska
Publiczny transport zbiorowy na terenie dzielnicy obejmuje przewozy autobusowe i tramwajowe, których organizatorem od 1 stycznia 2019 jest Zarząd Transportu Metropolitalnego.
W granicach administracyjnych dzielnicy Skłodowskiej-Curie znajdują się przystanki: Zabrze Gdańska i Zabrze Mostostal (przy ul. Mikulczyckiej), Zabrze Curie-Skłodowskiej (przy al. Korfantego), Zabrze Multikino (przy ul. Gdańskiej), Zabrze Przystankowa (przy ul. Przystankowej, na granicy z Mikulczycami) oraz Zabrze Cieszyńska i Zabrze ŚCCS (przy ul. Curie-Skłodowskiej).
Według stanu z września 2023 przez dzielnicę kursuje trzynaście linii autobusowych (M16, 15, 81, 83, 86, 156, 270, 286, 617, 617N, 659, 709 i 720) oraz jedna tramwajowa (3), które łączą Zabrze z Gliwicami, Bytomiem, Piekarami Śląskimi, Tarnowskimi Górami i Wieszową oraz dzielnicę Skłodowskiej-Curie z dzielnicami: Śródmieście, Mikulczyce, Grzybowice, Rokitnica, Helenka, Osiedle Mikołaja Kopernika, Maciejów, Osiedle Tadeusza Kotarbińskiego, Centrum Północ, Centrum Południe, Guido i Makoszowy.